# バレットジャクソン
バレットジャクソン(Barrett-Jackson)は、アメリカ合衆国で開かれている世界最大級の自動車オークションである。運営はアリゾナ州スコッツデールに存在する同名のオークション会社が行っており、フロリダ州パームビーチ、コネチカット州アンキャスビル、ネバダ州ラスベガスでも同オークションは開催されている。

## 歴史
トム・バレットとラス・ジャクソンの2人は、バレットの所有していた1933年式キャデラック・V-16 タウンカーを切っ掛けして出会った。車好きという共通点で意気投合し、1967年に地元の慈善団体の募金活動「フィエスタ・デ・ロス・オート・エレガントス」と呼ばれる自動車ショーを開催した。
1971年12月、2人は共同で第1回バレットジャクソンとなるクラシックカー・オークションをスコッツデールで開催し、ドイツの独裁者アドルフ・ヒトラーの2台のメルセデスベンツ・770Kフェートンをオークションに出品した。 1台は、以前の落札された価格の3倍以上の値を付け、153,200ドルで落札された。
1993年、ラス・ジャクソンが亡くなったが、彼の息子、クレイグ・ジャクソンが1995年に会社を引き継いだ。この年にはSpeedのテレビチャンネルでオークションのライブ放映が開始された。また、インターネットによる入札システムも導入された。
2004年、トム・バレットが亡くなる。
2005年、第3回パームビーチオークションで、名称が「バレットジャクソン・クラシックカー・オークション」から「バレットジャクソン・コレクターカー・オークション」に変更される事が発表され、翌2006年のスコッツデールオークションから変更された。
2008年、ネバダ州ラスベガスでオークションが開催された。
2010年から2012年まではカリフォルニア州オレンジ郡で開催された。
2013年1月19日に、8月の市内のホット・オーガスト・ナイト・イベントの一環としてネバダ州リノで開催すると発表し、2015年まで同地で開催された。
2015年9月26日、北東部では初となるコネチカット州アンキャスビルの Mohegan Sunで開催すると発表した。2016年6月23〜25日に初開催され、オークションブロックはモヒガンサンアリーナ内に設置された。

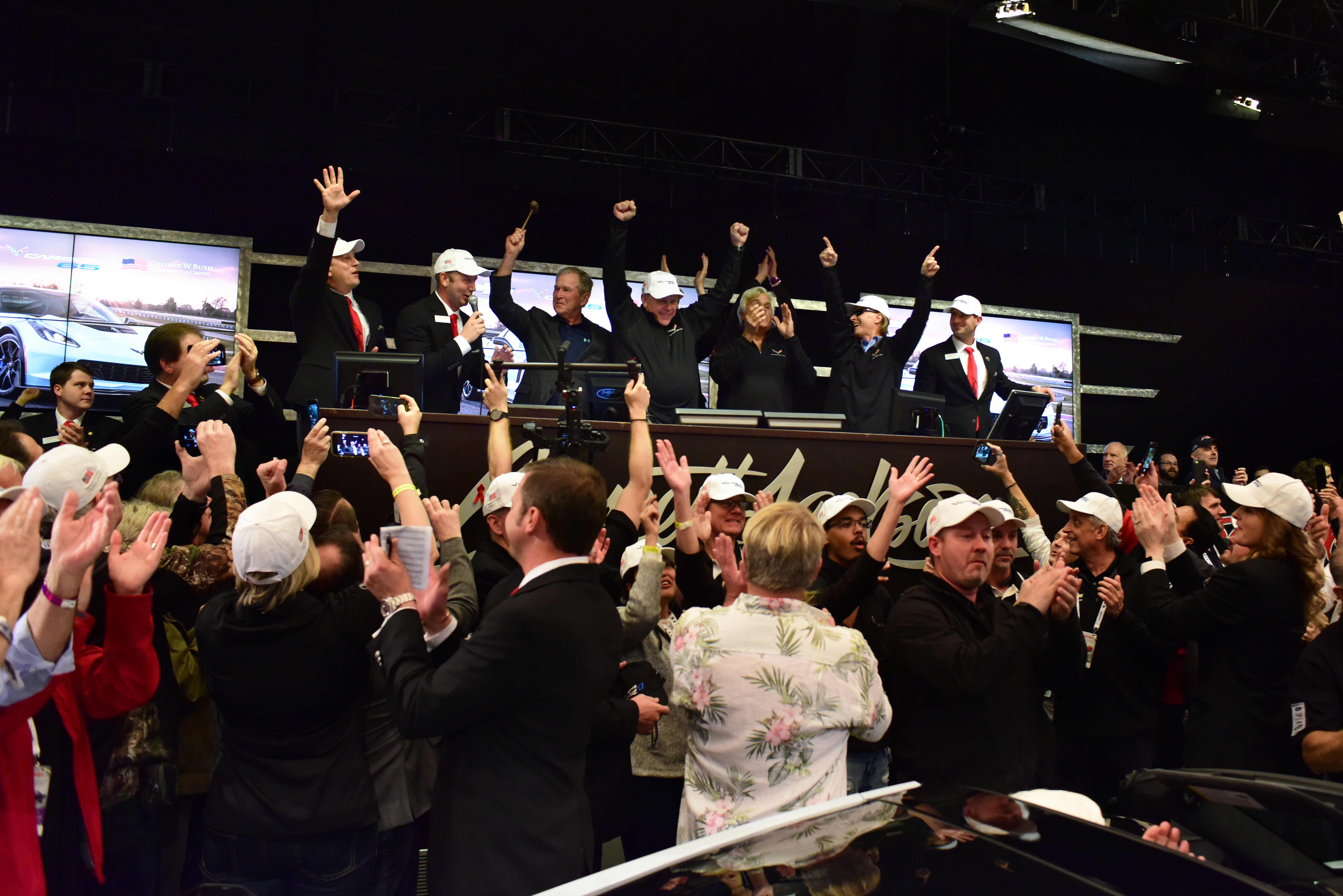
元大統領の軍事サービスイニシアチブのために、2018年式コルベットカーボン65の販売ブロックで撮影された元大統領ジョージ・W・ブッシュ

2018年、累計の寄付金が1億ドルを突破した。このオークションにはジョージ・W・ブッシュが元アメリカ合衆国大統領としては初めてイベントに登場し、最初に生産された2018年式シボレー・コルベット・カーボン65エディション（ ロット＃3007 ）の販売のためにバレット・ジャクソンに参加した。

## オークション
同社が取り扱う商品は、クラシックカーやアンティークカーが主であるが、トラック、オートバイ、飛行機、エンジン、ボート、その他の自動車関連のグッズや記念品など、車以外のアイテムが出品されることがある。
落札者は、入札した金額以外にバイヤープレミアム(buyer premium)と呼ばれる手数料10％を支払わなくてはならない。例えば1万ドルで落札した場合、1万1千ドル支払うことになる。この10％分がバレットジャクソンの取り分となる。
チャリティオークションの場合は、落札金額が全額寄付される。
クラシックカーがメインであるはずが、新作モデルがオークションに出品されることがある。これはフォードやゼネラルモーターズといった自動車メーカーが、新作モデルの最初の量産車をチャリティーとして出品しているからである。
通常、シリアルナンバーの若い試作車と呼ばれる車は、新作発表のため各地のショーなどで展示された後は、廃棄処分されたり、関係者の手に渡るなど、一般に流通することは少ない。だがまれに処分されなかった車が市場に出回ると、希少車としてコレクターの間で非常に高い値段で売買されていた。そこで、どうせ処分するならばということで、自動車メーカーがチャリティーの一環としてこれらの車をバレットジャクソンに寄贈するようになった。
日本のメーカーも協力しており、2016年にはホンダ（北米でのブランド名はアキュラ）の新型NSXの第1号車が120万ドル（約1億5000万円）、2019年にはトヨタの新型GR スープラの第1号車が210万ドル（約2億3000万円）で落札され、チャリティーに貢献している。
これまでにこのオークションには、俳優、歌手、スポーツ選手、財界の著名人など数多くの有名人が参加している。主な有名人は、 ジャスティン・ビーバー、フロイド・メイウェザー・ジュニア、シャロン・ストーン、ウィリアム・シャトナー、モハメド・アリ、サミー・ヘイガー 、マイケル・アンソニー、マイケル・ベイ、ジェイ・レノ、アリス・クーパー、ジーン・シモンズ、シャノン・ツイード、バート・レイノルズ、スティーブン・タイラー、ザック・ブラウン・バンド、デビッド・スペード、ティム・アレン、元スマッシング・パンプキンズのビリー・コーガン、クリス・エンジェル、デイル・アーンハート・ジュニア、ジェフ・ゴードン、野球選手のレジー・ジャクソン、ランディ・ジョンソン、ジャスティン・モルノー、DMX 、キャロル・シェルビー、ビル・ゴールドバーグ、トニー・スチュワート、オートバイカスタマイザーのジェシージェームスなどである。

### スコッツデール
47年の歴史を誇るスコッツデールオークションは、時代と共に拡大し、2018年には9日間にわたって行われた。これには1,700台以上の車両が出品され、32万5千人を超える観客と、全米50州および13の外国から約5,200人の入札者を歓迎した。この究極のカー・ライフスタイル・イベントには、70を超える食品会社と何百もの出展者も参加している
 落札された主な車 
以下、落札価格はすべて米ドルとする。
| 年   | ロット | 車両                                                                                              | 落札価格  |
| ---- | ------ | ------------------------------------------------------------------------------------------------- | --------- |
| 2007 | 1301   | 1966年式シボレー・コブラ 427 “スーパー・スネイク”                                                 | 5,500,000 |
| 2013 | 5037   | 1966年式 初代 バットモービル（リンカーン・フューチュラ） テレビ版「バットマン」の撮影に使われた物 | 4,620,000 |
| 2006 | 1307   | 1950年式GM・フューチャーライナー "Parade of Progress" ツアーバス                                  | 4,320,000 |
| 2014 | 5035   | 1967年式シボレー・コルベット L88 2ドア・クーペ                                                    | 3,850,000 |
| 2005 | 992    | 1954年式オールズモビル F-88 コンセプトカー                                                        | 3,300,000 |
| 2020 |        | 1995年式フェラーリ・F50                                                                           | 3,220,000 |
| 2006 | 1304   | 1954年式ポンティアック・ボンネビル スペシャル Motorama コンセプトカー                             | 3,080,000 |
| 2012 | 5008   | 1948年式タッカー・トーピード                                                                      | 2,915,000 |
| 2012 | 5005   | 1947年式ベントレー・Mark VI Franay                                                                | 2,750,000 |
| 2020 |        | 1932年式イスパノ・スイザ J12デュアル・カウル・フェートン                                          | 2,420,000 |
| 2012 | 5000   | 1954年式メルセデスベンツ・300SL ガルウィング                                                      | 2,200,000 |
| 2012 | 5002   | 1933年式Pierce Arrow Silver Arrow                                                                 | 2,200,000 |
| 2006 | 1309   | 1970年式プリムス・ヘミ ‘クーダ 2ドア コンバーチブル                                               | 2,200,000 |
| 2020 |        | 1948年式タッカー・モデル48                                                                        | 2,040,000 |
| 2013 | 5001   | 1955年式メルセデスベンツ・ 300SL ガルウィング クーペ                                              | 2,035,000 |
| 2013 | 5019   | 1947年式タルボ・T-26 グランスポーツ                                                               | 2,035,000 |
| 2020 |        | 1967年式フェラーリ・300GTS                                                                        | 1,985,000 |
| 2020 |        | 1951年式フェラーリ・212 インター                                                                  | 1,930,000 |
| 2020 |        | 1972年式フェラーリ・365GTB/4「デイトナ」                                                          | 1,930,000 |
| 2016 | 1392   | 2015年式ポルシェ・918スパイダー ヴァイスザッハ                                                    | 1,760,000 |
| 2008 | 1304   | 1963年式シボレー・コルベット クーペ “Rondine” コンセプトカー                                      | 1,760,000 |
| 2017 | 1397   | 1964年式アストン・マーティン・DB5                                                                 | 1,485,000 |
| 2016 | 1376   | 1939年式メルセデスベンツ・540K With "Cabriolet A" Body Conversion                                 | 1,485,000 |
| 2020 |        | 1960年式フェラーリ・250 GT                                                                        | 1,460,000 |
| 2018 | 1415   | 2015年式ポルシェ・918 スパイダー                                                                  | 1,430,000 |
| 2013 | 5004   | 1934年式デューセンバーグ・J Murphy LWB Custom Beverly Sedan                                       | 1,430,000 |
| 2020 |        | 1971年式ランボルギーニ・ミウラ P400 SV                                                            | 1,390,000 |
| 2013 | 5034   | 1956年式クライスラー・ディアブロコンセプト コンバーチブル                                         | 1,375,000 |
| 2017 | 1390   | 1960年式シボレー・Engineering Research Vehicle (CERV) 1                                           | 1,320,000 |
| 2013 | 5025   | 1971年式プリムス・ヘミ クーダ コンバーチブル                                                      | 1,320,000 |
| 2013 | 5007   | 1929年式 イソッタ・フラスキーニ Tipo 8A SS Castagna ロードスター                                  | 1,320,000 |
| 2006 | 1287   | 1970年式シボレー・シェベル LS6 コンバーチブル                                                     | 1,265,000 |
| 2013 | 5016   | 1949年式ドライエ・Type 175 Saoutchik クーペ ドゥ・ビル                                            | 1,210,000 |
| 2006 | 1306   | 1952年式クライスラー・デレガンス 2ドア ハードトップ                                               | 1,210,000 |
| 2020 |        | 2008年式ブガッティ・ヴェイロン                                                                    | 1,105,000 |
| 2018 | 1378   | 1952年式フェラーリ・212 ヨーロッパ                                                                | 1,100,000 |
| 2018 | 1413   | 1965年式シボレー・コルベット Cutaway クーペ                                                       | 1,100,000 |
| 1972 |        | メルセデスベンツ・770K フィンランド元帥 カール・グスタフ・エミール・マンネルヘイム所有            | 153,200   |

### パームビーチ
2003年、バレットジャクソンはフロリダ州パームビーチで2回目の年次イベントを開催した。このイベントは、南フロリダフェアグラウンドのAmericraft Expo Centerで3日間開催され、 オークションには50,000人以上の訪問者が訪れた。
 落札された主な車 
| 年   | ロット | 車両                                                           | 落札価格  |
| ---- | ------ | -------------------------------------------------------------- | --------- |
| 2006 | 723    | 1947年式ベントレー・マークVI Coachworks by Franay              | 1,760,000 |
| 2005 | 378    | 1953年式ビュイック・ロードマスター ハワード・ヒューズ所有      | 1,650,000 |
| 2006 | 5001   | 2005年式フォード・GTクーペ                                     | 530,000   |
| 2005 | 375    | 1968年式シェルビー・GT500 Eコンバーチブル                      | 561,000   |
| 2009 | 369.1  | 1969年式シボレー・カマロ RSカスタム「Project American Heroes」 | 500,000   |
| 2006 | 724    | 1939年式ベントレー・ロイヤルカスタム                           | 407,000   |
| 2006 | 703.1  | 1953年式ビュイック・スカイラークコンバーチブル                 | 390,500   |
| 2006 | 723.1  | 1931年式ベントレー・エアロクーペ・ホットロッド                 | 385,000   |

### ラスベガス
2008年、バレットジャクソンはラスベガスのマンダレーベイリゾート＆カジノでのオークションを追加した。 初開催時は、533台の車が出品され、3日間の総売上高は約3,000万ドルに上った。2009年の第2回には、51,000人以上の訪問者と、428台の出品があり、総売上は2,300万ドルを超えた。
 落札された主な車 
| 年   | ロット | 車両                                                                   | 落札価格 |
| ---- | ------ | ---------------------------------------------------------------------- | -------- |
| 2010 | 6580   | 2008年式ブガッティ・ヴェイロン                                         | 770,000  |
| 2011 | 6400   | 1964年式フォード・フェアレーン 2ドアハードトップ                       | 700,000  |
| 2009 | 3000   | 2009年式フォード・マスタング ＃5 of 45限定版                           | 352,000  |
| 2011 | 675    | 2009年式 Mosler Raptorプロトタイプ                                     | 264,000  |
| 2008 | 805.1  | 2003年式サリーン・S7 2ドアクーペ                                       | 260,700  |
| 2008 | 674.3  | 2012年式シボレー・カマロ ZL1                                           | 250,000  |
| 2008 | 803.1  | 1969年式フォード・マスタングボス429ファストバック                      | 214,500  |
| 2008 | 812    | 1962年式リンカーン・コンチネンタル 4ドアセダン ジョン・F・ケネディ所有 | 209,000  |
| 2008 | 801    | 1938年式パッカード・ビクトリア 2ドア コンバーチブル                    | 209,000  |

### アンキャスヴィル
2013年、カリフォルニア州オレンジ郡のオークションはネバダ州リノに移された。 3年後、リノのオークションは2016年にコネチカット州アンキャスビルのモヒガンサンリゾートアンドカジノに移された。 モヒーガンサンでの最初のノース・イーストオークションは、2016年6月23〜25日に開催され、同社の45年の歴史の中で最初のダブルセルアウトした。このオークションは2600万ドル以上の売り上げを記録し、90,000人以上のオークション参加者でモヒガンサンの記録を樹立した。 Automobiliaの売り上げは755,000ドルに達し、スコッツデール以外のオークションの新記録となった。6台のチャリティーカーが出品され、605,000ドルを集めた。
2017年6月21〜24日に第2回のノース・イーストオークションが開催された。
 落札された主な車 
| 年   | ロット | 車両                                                | 落札価格 |
| ---- | ------ | --------------------------------------------------- | -------- |
| 2016 | 688    | 1969年式シボレー・コルベット L88                    | 624,800  |
| 2017 | 657    | 2017年式フェラーリ・488スパイダー                   | 434,500  |
| 2017 | 709    | 1969年式フォード・マスタング ボス429 ファストバック | 407,000  |
| 2016 | 669    | 1969年式フォード・マスタング ボス429 ファストバック | 346,500  |
| 2016 | 665.1  | 1967年式フェラーリ・330 GT 2 + 2                    | 330,000  |
| 2016 | 676    | 1970年式プリマス・ヘミ スーパーバード               | 330,000  |
| 2017 | 699    | 1958年式デュアルギア・コンバーチブル                | 269,500  |
| 2016 | 643    | 2005年式フォード・GTカスタムクーペ                  | 253,000  |
| 2016 | 662    | 1998年式ランボルギーニ・ディアブロSV                | 236,500  |
| 2017 | 706    | 1967年式シボレー・コルベット 427/435                | 231,000  |

## テレビ放送
1997年から2013年まで、バレットジャクソンのオークションはSpeed (TVネットワーク)によって放映されていた。 初年度はイベントのハイライトのみの特集だったが、人気により、1998年に6時間のライブ放送に拡大され、その後数年でさらに拡大した。 Speedvisionでのオークションの存在は、 Fox Sportsによる買収とSpeed Channelとしてのブランド変更を通じて継続された。 Speedの閉鎖とFox Sports 1に置き換わった後、FS1、Fox Sports 2、Fox Business Network、National Geographic Channelを含むFoxが所有する複数のチャンネルに放送範囲が拡大された。2013年から2015年までの無線式Foxネットワークも同様である。
2015年、イベントの放映権はディスカバリーチャンネルとベロシティ （現在のモータートレンド）によってFoxから買収され、2015年のスコッツデールオークションから放送が開始された。『オーバーホール 改造車の世界』のクリス・ジェイコブスと、ヴェロシティの『AmeriCARna』のレイ・エバーナムがメインのホストになり、リック・デブルール、マイク・ジョイ、スティーブ・マニャンテがアナリストとして参加している。

## チャリティー活動

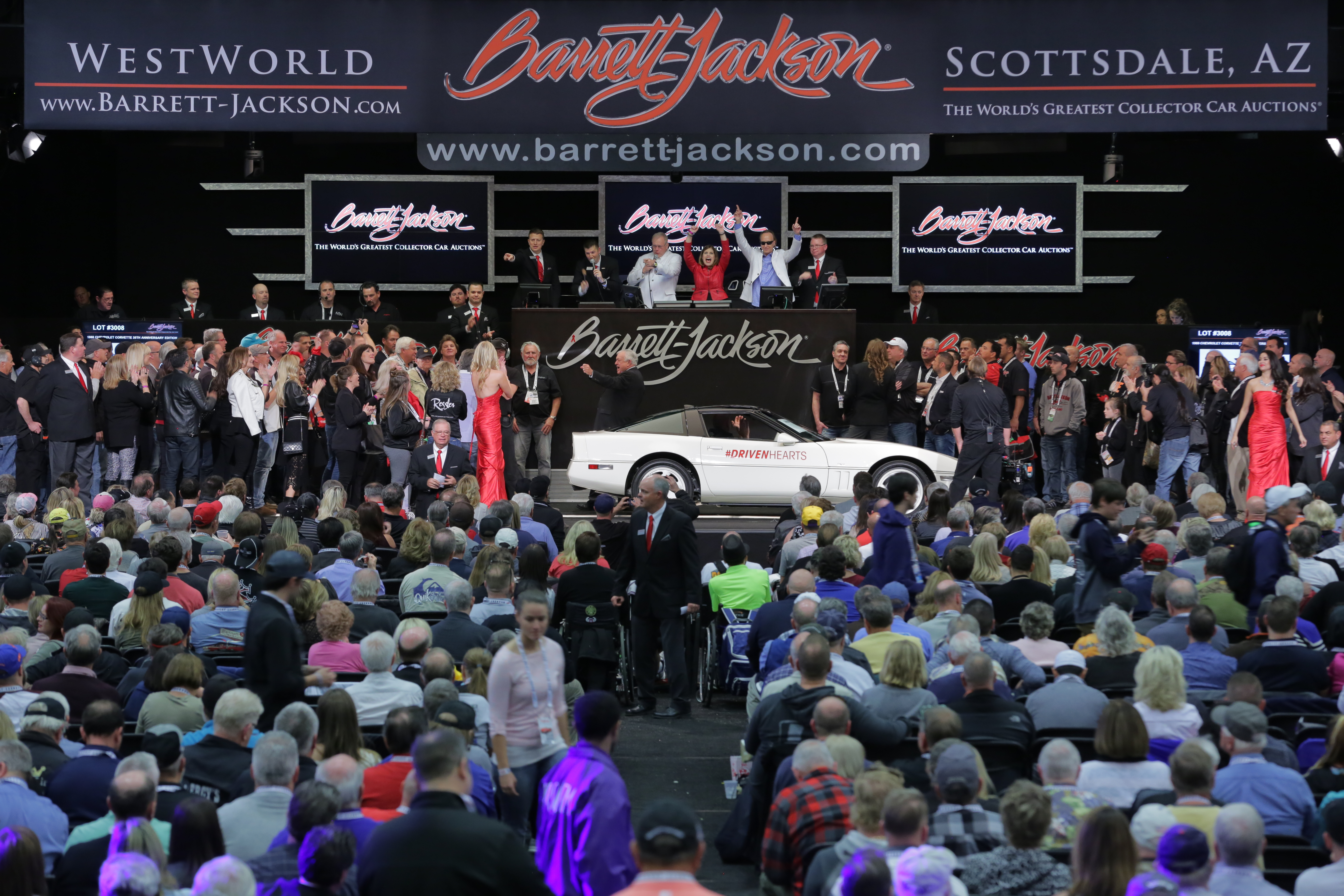
キャロリンとクレイグ・ジャクソンの1988年式シボレー・コルベット35周年アニバーサリーエディション

バレットジャクソンのチャリティの歴史は、1971年にオークション会社を設立する前にバレットとジャクソンによって行われたチャリティー・カーショーである「フィエスタ・デ・ロス・オート・エレガントス」にまで遡り、同オークションの柱の1つと考えられている。
ドリブンハーツ・イニシアチブ
2018年1月9日、バレットジャクソンの2018年スコッツデールで、同社は1年ぶりのチャリティーの詳細を発表した。ドリブンハーツ(Driven Hearts)と呼ばれるこのイニシアチブを開始し、アメリカ心臓協会 （AHA）への資金調達と、心臓の健康を促進するための意識向上を支援している。
キャロリンとクレイグ・ジャクソンは、1988年式コルベット 35周年記念アニバーサリーエディション（ ロット＃3008 ）をチャリティーカーとして出品し、35万ドルで落札された。

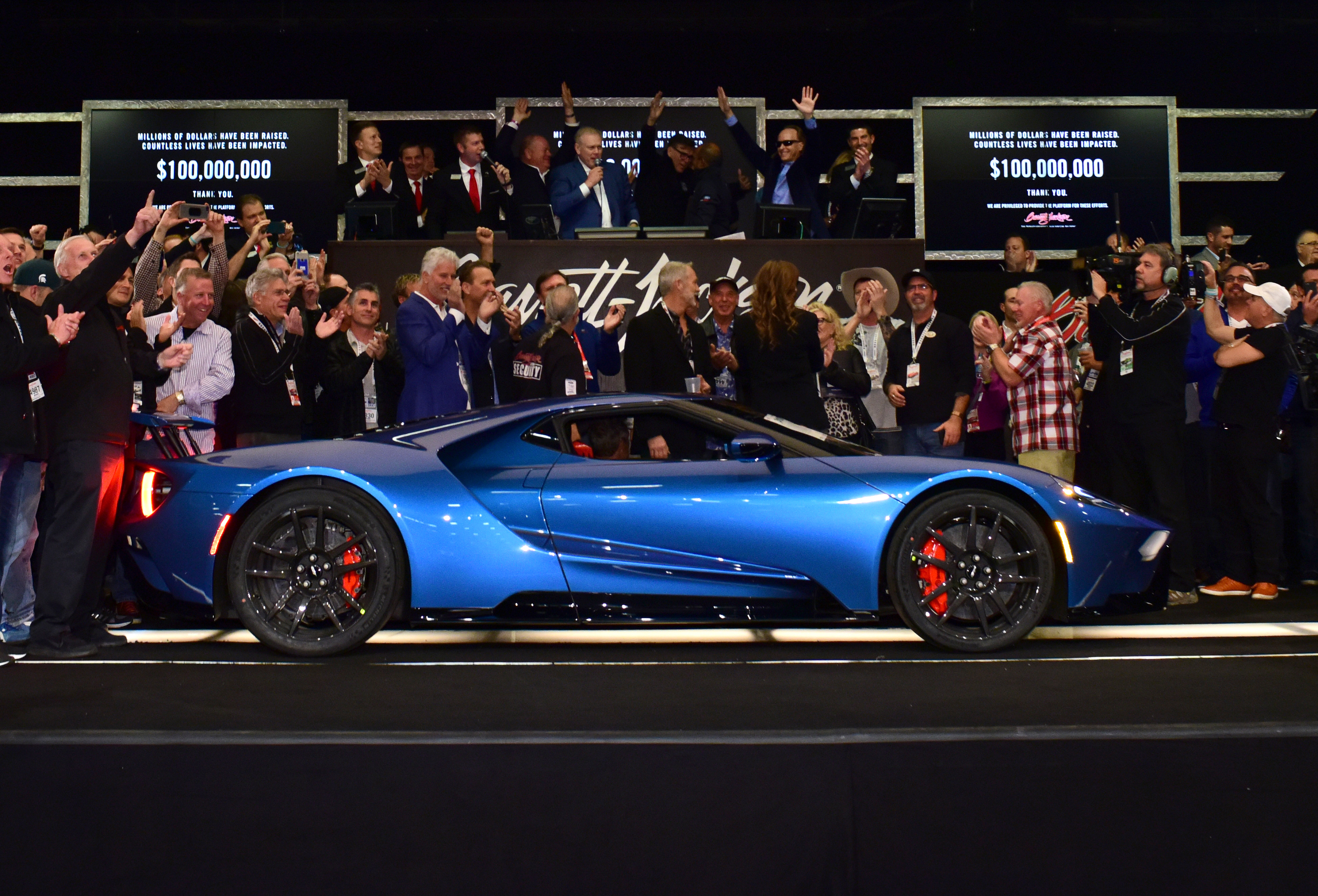
2017 Ford GTは、2018年スコッツデールのチャリティーオークションで250万ドルで落札され、累計寄付金が1億ドルを達成するのを助けた

チャリティーカーの最高値は2017年式フォード・GT（ ロット＃3010 ）で、250万ドルだった。出品された10台の総売上は621万ドルで、これによりバレットジャクソンが同社の歴史を通じて集めた寄付金の総額は、合計1億200万ドルを超えた。
また、アリゾナ州運輸省自動車部（ADOT-MVD）を通じて州発行のバレットジャクソンをテーマにしたナンバープレートの発行などがあり、この1枚25ドルのナンバーが売れると、その売り上げ内の17ドルがAHAに寄付されるという。
バレット・ジャクソンの恩恵を受けた慈善団体には、チャイルドヘルプ財団、TGen、ダレル・グウィン財団、少年糖尿病研究財団、国立MS財団、キャロル・シェルビー子供財団、ヘンドリック・マロー財団 、MLBチャリティ、ボーイスカウトアメリカ連盟、EAAヤングイーグルス、セントジュード、ボブウッドワード財団などがある。

### チャリティーに出品された主な車
自動車メーカーが寄贈した最新モデルの車体番号1、ドライバー・レーサーなどの自動車関係者、車好きのタレントなどに関連した車が多い。
| 年   | ロット | 車両                                                                                     | 落札価格  |
| ---- | ------ | ---------------------------------------------------------------------------------------- | --------- |
| 2015 | 2501   | 1950年式GM・フューチャーライナー PARADE OF PROGRESS ツアー・バス                         | 4,000,000 |
| 2020 | 3007   | 2020年式シボレー・コルベット スティングレイ ブラック・オン・ブラック 3LTモデル VIN #0001 | 3,000,000 |
| 2019 | 3001   | 2019年式シボレー・コルベット Z06 - LAST BUILT（最終モデル）                              | 2,700,000 |
| 2019 | 3012   | 2019年式フォード・GT ヘリテージ・エディション VIN 001                                    | 2,500,000 |
| 2018 | 3010   | 2017年式フォード・GT                                                                     | 2,500,000 |
| 2019 | 3010   | 2020年式トヨタ・GR スープラ FIRST PRODUCTION VIN 20201                                   | 2,100,000 |
| 2020 | 3003   | 2021年式トヨタ・レクサス・LC コンバーチブル INSPIRATION SERIES 車体番号100001            | 2,000,000 |
| 2018 | 3007   | 2018年式シボレー・コルベット カーボン 65 エディション                                    | 1,400,000 |
| 2016 | 3007   | 2017年式アキュラ・NSX VIN #001                                                           | 1,200,000 |
| 2019 | 3008   | 2020年式シェルビー・マスタング・GT500 VIN 001                                            | 1,100,000 |
| 2007 | 1281   | 1993年式 ハマー・ H1 "CNNS WARRIOR ONE" CNNのクルーがイラク戦争で使用した車              | 1,000,000 |
| 2019 | 3007   | 2016年式 ジェフ・ゴードンのシボレー・コルベット C7.R                                     | 600,000   |
| 2020 | 3004   | 2020年式シボレー・COPOカマロ ジョン・フォース エディション                               | 600,000   |
| 2020 | 3000   | 1968年式 クリス・ジェイコブスのプリムス・GTX カスタム クーペ                             | 300,000   |
| 2022 | 3007   | 2022年式トヨタ・タンドラキャップストーン1号車                                            | 700,000   |
| 2022 | 3005   | 2022年式トヨタ・タンドラTRDプロ2号車（TRDプロとしては一号）                              | 550,000   |

## テレビ番組による出品
アメリカで放送されている自動車番組に出演しているカスタム・ショップによる出品。番組では手数料10％を加算していない金額（＝出品者が受け取る金額）で放送する場合が多い。
| 番組名                                | ロット | 車両                                                                        | 落札価格             |
| ------------------------------------- | ------ | --------------------------------------------------------------------------- | -------------------- |
| ファスト&ラウド                       | 3005   | 1981年式ジープ CJ7 CUSTOM SUV                                               | 1,310,000 チャリティ |
| オーバーホール 改造車の世界           | 1281   | 1993年式 ハマー・ H1 "CNNS WARRIOR ONE" CNNのクルーがイラク戦争で使用した車 | 1,000,000 チャリティ |
| カスタム・マスター                    | 1368   | 1967年式シボレー・カマロ キンディグ・イット・デザイン カスタム クーペ       | 330,000              |
| ファスト&ラウド                       |        | 1968年式シェルビー・マスタング GT350                                        | 97,000               |
| 名車再生!クラシックカー・ディーラーズ | 645    | 1965年式 オースチン・ヒーレー 3000 マークIII BJ8 コンバーチブル             | 78,100               |
| ミスフィット・ガレージ                | 166    | 1964年式フォード・ギャラクシー XL カスタム ハードトップ                     | 36,300               |
| アメリカンチョッパー                  | 84     | 2003年式オレンジ・カウンティ・チョッパーズ T-REX ジェイ・レノバイク         | 26,400               |

## 年ごとのオークション記録

### スコッツデール
| 年   | ロット | 車両                                                                         | 落札価格  |
| ---- | ------ | ---------------------------------------------------------------------------- | --------- |
| 1972 |        | メルセデス・ベンツ770K フィンランド元帥グスタフ・マンネルハイム男爵所有      | 153,200   |
| 2001 |        | 1931年式デューセンバーグ                                                     | 575,000   |
| 2003 |        | 1967年式フォード・GT40マークI                                                | 347,760   |
| 2005 | 992    | 1954年式オールズモビル・F-88ジェネラルモーターズコンセプトカー               | 3,230,000 |
| 2006 | 1307   | 1950年式GM・フューチャーライナー「Parade of Progress」ツアーバス             | 4,320,000 |
| 2007 | 1301   | 1966年式シェルビー・コブラ427「スーパースネーク」 キャロル・シェルビーが所有 | 5,500,000 |
| 2008 | 1309   | 1963年式シボレー・コルベット「ロンディーヌ」コンセプトカー                   | 1,600,000 |
| 2009 | 1307   | 1929年式フォード・4-AT-Eトライモーター NC9612                                | 1,100,000 |
| 2010 | 1307   | 1929年式ハミルトンメタルプレーンH47                                          | 671,000   |
| 2011 | 1296   | 2012年式フォード・マスタング ボス302ラグナセカ                               | 450,000   |
| 2012 | 5008   | 1948年式タッカー・トーピード                                                 | 2,915,000 |
| 2013 | 5037   | 1966年式 バットモービル #01                                                  | 4,620,000 |
| 2014 | 5035   | 1967年式シボレー・コルベットL88 2ドアクーペ                                  | 3,850,000 |
| 2015 | 2509   | 1966年式シェルビー・コブラ427スーパースネーク                                | 5,100,000 |
| 2016 | 1392   | 2015年式ポルシェ・918スパイダーヴァイザッハ                                  | 1,760,000 |
| 2017 | 1397   | 1964年式アストン・マーティンDB5                                              | 1,485,000 |
| 2018 | 1415   | 2015年式ポルシェ・918スパイダー                                              | 1,430,000 |
| 2020 |        | 1995年式フェラーリ・F50                                                      | 3,220,000 |

### パームビーチ
| 年   | ロット | 車両                                                                                        | 落札価格  |
| ---- | ------ | ------------------------------------------------------------------------------------------- | --------- |
| 2005 | 378    | 1953年式ビュイック・ロードマスター 4ドアセダン ハワード・ヒューズが所有                     | 1,500,000 |
| 2006 | 723    | 1947年式ベントレー・マークVI フラナイによるコーチワークス                                   | 1,600,000 |
| 2007 | 697    | 2007年式チップ・フース カスタムクーペ ※落札者の仕様に合わせて制作                           | 300,000   |
| 2008 | 659    | 1967年式シェルビー・GT500 キャロルシェルビーによって署名                                    | 190,000   |
| 2009 | 369.1  | 1969年式シボレー・カマロ RS / SSカスタム 'Project American Heroes' スーパーシボレー誌が作成 | 500,000   |
| 2010 | 678    | 2011年式シボレー・コルベットシボレーコルベットZO6                                           | 297,000   |
| 2011 | 665.4  | 1957年式デソート・デソートアドベンチャー                                                    | 247,500   |

### ラスベガス
| 年   | ロット | 車両                                                         | 落札価格 |
| ---- | ------ | ------------------------------------------------------------ | -------- |
| 2008 | 774.4  | 2006年式フォード・マスタングGTカスタム Funkmaster Flexが所有 | 300,000  |
| 2008 | 819    | 1949年式 MG TC キャロル・シェルビーがレースで使用            | 285,000  |
| 2009 | 704    | 1965年式シェルビー・コブラ CSX2568 ジャグジーが最初に所有    | 400,000  |

### オレンジ郡
| 年   | ロット | 車両                                              | 落札価格 |
| ---- | ------ | ------------------------------------------------- | -------- |
| 2010 | 6580   | 2008年式ブガッティ・ヴェイロン                    | 770,000  |
| 2011 | 363.2  | 1963年式フォルクスワーゲン・23ウィンドウバス      | 217,800  |
| 2012 | 366    | 1969年式フォード・マスタングボス429ファストバック | 253,000  |

### リノ
| 年   | ロット | 車両                           | 落札価格 |
| ---- | ------ | ------------------------------ | -------- |
| 2010 | 6580   | 2008年式ブガッティ・ヴェイロン | 770,000  |

## 自動車グッズ

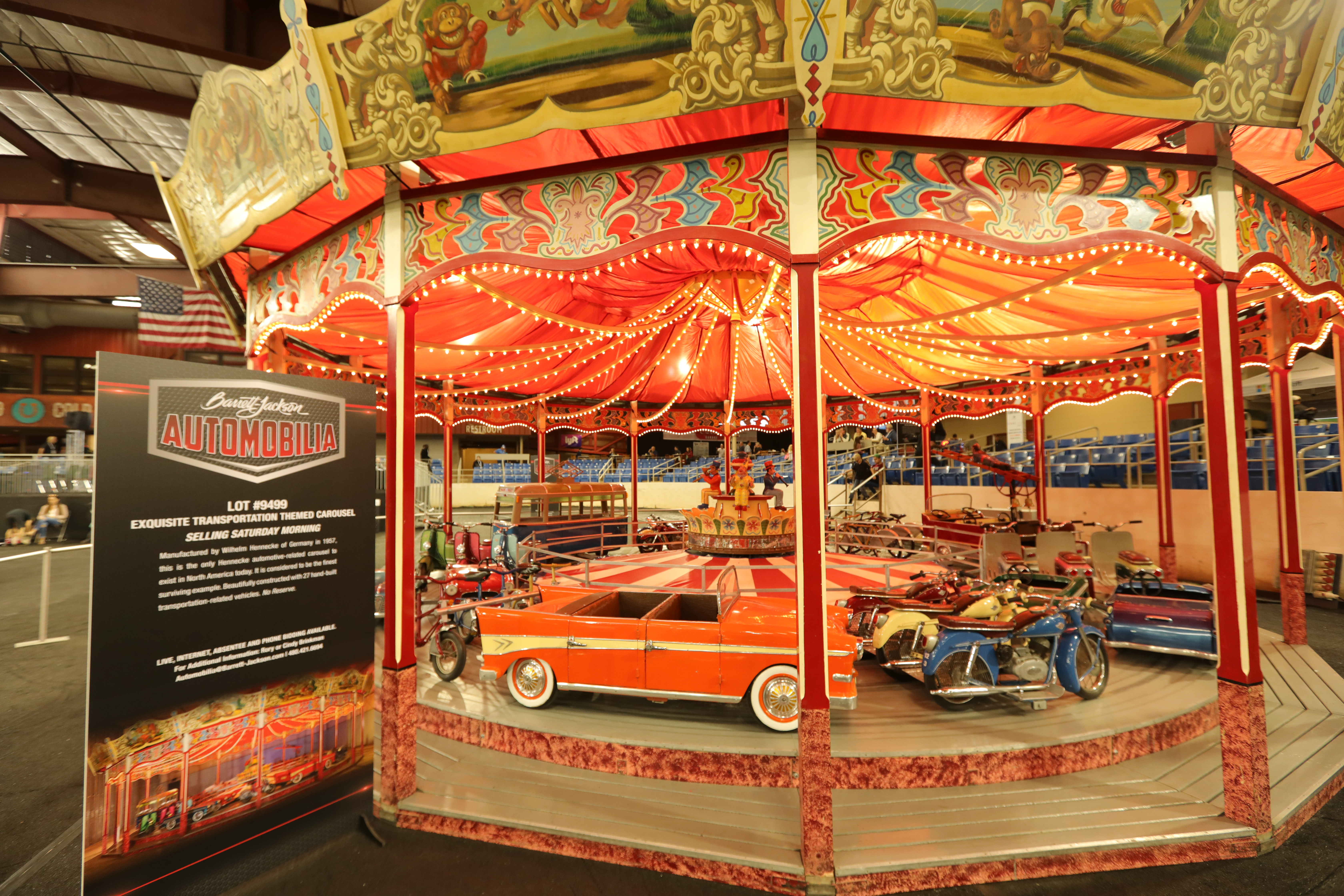
1957年Wilhelm Hennecke製メリーゴーラウンド。

2018年のバレットジャクソンでは、1957年にドイツのWilhelm Henneckeが557,750ドルで製造したフルサイズの輸送をテーマにしたメリーゴーラウンドを含め、1,100個を超える自動車用品（自動車関連の記念品）を370万ドル以上で販売した。
Automobilia上位10位
スコッツデールオークションで落札された自動車関連グッズ（2007-2018年）のランキング上位10件
| 年   | ロット | アイテム | 落札額  |
| ---- | ------ | --- | ------- |
| 2018 | 9499   | 1957年にドイツのWilhelm Henneckeが製造した、輸送をテーマにした絶妙なメリーゴーラウンド。                                     | 557,750 |
| 2018 | 8901   | 1939年頃の非常にレアなハスキーガソリン「Gets You Thru」両面磁器サービスステーションのサイン。                                | 149,500 |
| 2017 | 9487   | 非常に珍しい1950年代のEsso Aviation。片面磁器には、ネオンが復元された空港格納庫のサイン付き。                                | 86,250  |
| 2015 | 8997   | 1930年代のハーレー・ダビッドソン バーアンドシールド ロゴ両面ネオン磁器ディーラーサイン。                                     | 86,250  |
| 2015 | 8991   | 1950年代のHumble Esso Aviation Productsは、片面磁器の空港格納庫のサイン。                                                    | 80,500  |
| 2015 | 9495   | 1950年代のシボレー「シェビーボーイ」片面ネオン磁器ディーラーネオン。                                                         | 69,000  |
| 2018 | 9394   | 1950年代のEsso Aviationの片面磁器には、空港の格納庫のサイン。                                                                | 63,250  |
| 2016 | 9491.1 | 1950年代のディズニーランドからのドナルドダックネオン磁器駐車場入り口のサイン。                                               | 59,800  |
| 2014 | 5389   | 1930年代に復元されたベル電話特大公衆電話ブース。                                                                             | 57,500  |
| 2011 | 5495   | マクラーレン・クラシックレストレーションズが巧みに手作りした、超洗練されたスーパーカスタム1/2スケールフォードGT 40ゴーカート | 53,760  |

## トラブル

### 訴訟
2007年のスコッツデールオークションで、Ramchargers（クライスラー従業員が配置されていた元ドラッグレーシングチーム）のレースカーが30万ドルで落札された後、所有者の男性がオークショニアがオークションを途中で終了したと非難した。男性は予想落札価格よりも低かったため、売却は「無効」という標識を立て、オークションテントと車輪を鎖で繋ぎ、商品の引き渡しを拒否した。バレットジャクソンは、「とんでもない中傷的な行為」として男性を訴えた。2008年1月10日、バレットジャクソンは男性と和解したと発表した。

### 降板騒動
2007年のスコッツデールオークションで、 『スポーツカーマーケット』の編集者であり、Speed Channelのオンエアの解説チームの元メンバーであったキース・マーティンは、バレットジャクソン運営によってオークションから除外された。同氏は、 スポーツカーマーケットはコレクター自動車産業の状態と、バレットジャクソンまたは他の会社の名前を挙げてはいないが、車に高いお金を払う価値があるどうかについて、好ましくない論説を行っていたという。オークション中、マーティンは会社の商慣行と販売された車の品質についてコメントしたとされている。バレットジャクソンによると、彼はメディアセンターの人々にバレットジャクソンから去り、競合他社のオークションに参加するように言ったという。 彼は、バレットジャクソンの要請によって、SPEED TVネットワークの解説者も降板させられた。